# Strider II
Strider II o anche Strider Returns: Journey From Darkness è un videogioco a piattaforme del 1990 sviluppato da Tiertex e pubblicato da U.S. Gold per diversi home computer e console. Pur usando ufficialmente il nome di Strider (le schermate introduttive riportano il copyright di Capcom), si distingue dal seguito prodotto come arcade nove anni dopo, Strider 2. 
Le versioni Amiga, Amstrad CPC e Atari ST si discostano dalle versioni per console SEGA, queste suddette versioni contengono inoltre musiche, suoni e parti grafiche della prima versione. Le versioni per Commodore 64 e ZX Spectrum, non considerando le limitazioni hardware, sono diverse da tutte le altre.

## Modalità di gioco
Come nel primo Strider il personaggio può saltare e arrampicarsi su pareti e soffitti, usare la spada laser per contrastare i nemici. Inoltre può lanciare shuriken (versioni per console) se trovati in giro per i livelli. Nelle versioni Amiga e Atari ST il personaggio corre e non cammina ed è armato di fucile oltre che della spada laser, la versione per piattaforma Amstrad CPC il personaggio ha in dotazione la sola spada laser. I livelli sono leggermente modificati da versione a versione. Inoltre al momento dello scontro con i boss di fine livello il personaggio si trasforma obbligatoriamente in una specie di robot cingolato (versioni per computer). In tutte le versioni l'azione si svolge su cinque livelli.